# Battle Ground (Waszyngton)
Battle Ground – miasto w Stanach Zjednoczonych, w stanie Waszyngton, w hrabstwie Clark.